# دوائر المحاصيل

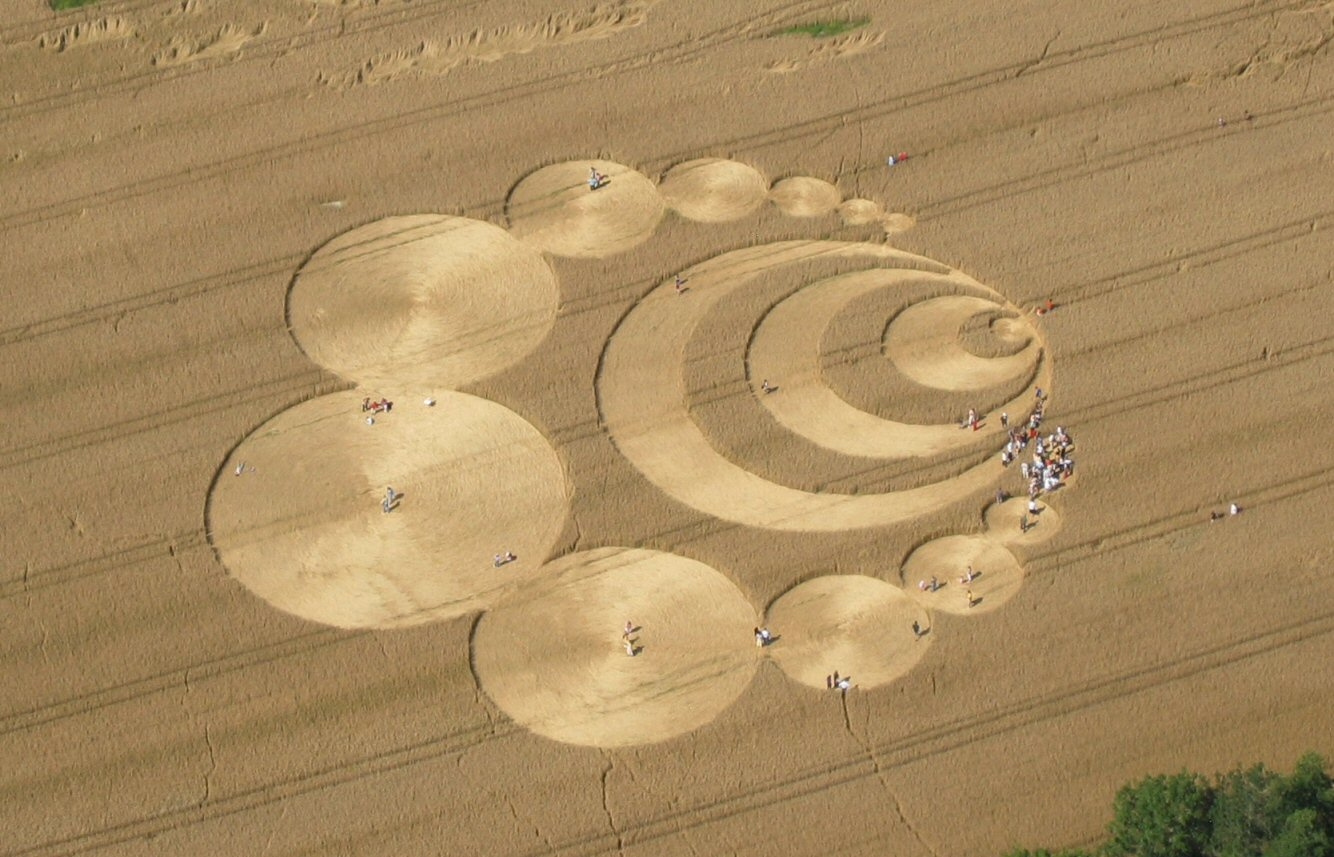
دائرة المحاصيل في سويسرا.

دوائر المحاصيل (crop circles)، أو agroglifi، هي مناطق حقول محاصيل الحبوب أو ما شابهها من النباتات التي سوت بأسلوب موحد لتشكيل رسومات هندسية مختلفة (يشار إليه أحيانا باسم "صور توضيحية"- Pictogram) واضحة للعيان من الأعلى.
وبعباره أخرى دوائر المحاصيل عبارة عن تصاميم مبهمة تطبع أو تتكون خلال ليلة واحدة في الأراضي التي يزرع فيها القمح والشوفان والذرة غالباً بالإضافة إلى حقول الحشائش والأشجار والثلوج، وأي مادة عضوية يمكن عمل انطباع أو بصمه مميزة عليها
بعد ظهور عدد متزايد من هذه الرسومات (وخاصة في انكلترا) في نهاية السبعينات من القرن العشرين، ظاهرة دوائر المحاصيل أصبح الموضوع الأكثر إثارة للجدل.
له تأثير عاطفية قوي، وذلك بسبب اكتشاف عاما بعد عام رسومات جديدة ومعقدة، التي تتجاوز تحليل العلماء ولا تتوقف عن استقطاب الآلاف من الناس في مختلف أنحاء العالم.
بالرغم من وجود عدد من النظريات حول كيفية صنعها، إلى حين اعتراف دوغ وديف تشورلي بأنهم من بدأوا عام 1978 عملية تضليل متعمدة في تشكيل هذه الدوائر كما أن عملهم استمر على يد مجموعة أخرى اهتمت بهذه الدوائر مثل مجموعة صانعي الدوائر التي أسسها جون لندبيرج في أوائل التسعينات.
هناك ادعاءات أخرى تفيد بأن أهم دليل مقنع ياتي من خلال شريط فيديو يظهر فيه كرات لامعة صغيرة من الضوء بيضاء وجدت في وحول هذه الدوائر.[بحاجة لمصدر]
كثير من هذه الكرات الضوئية تم تصويره في وضح النهار وكانت تتحرك بما يبدو أنه بتعقل وعن قصد، مما يثير الشك حول إمكانية الربط بين هذه الكرات الضوئية وتكوينات دوائر المحاصيل.
في 1991، أكثر من عقد بعد أن بدأت الظواهر، رجلان، كوخ دوغ وديف شورلي، أفشو بأنّهم كانوا يصنعون الدوائر المحاصيل في إنجلترا منذ 1978 باستعمال ألواح خشبية وحبل وقبعات وسلك كأدواتهم الوحيدة. العديد من الناس حول العالم يصنعون الدوائر المحاصيل بشكل غير متحفّظ. بالرغم من أن وجهة النظر المقبولة عموما اليوم بأنّ الدوائر المحاصيل ظاهرة من صنع الإنسان، تضم تفسيرات، في أغلب الأحيان ظاهرة الجسم الغريب، ما زال شعبي.
في جماعات الدراسات الظهور غير الطبيعية لدائرة المحاصيل تدعى سيريوليجي (Cerealogy). يشير علماء السيريولوجي إلى هذه التصاميم عموما بأقريقليفس (agriglyphs) أو تصمّيم فنّا.

## مبتكري الدوائر

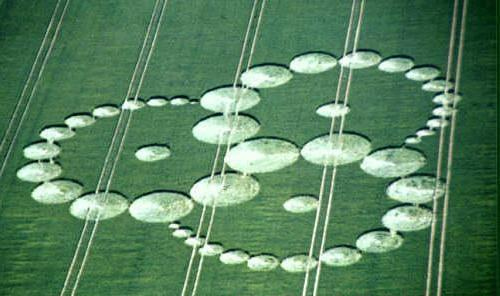
دائرة المحاصيل في شكل كسري.

في عام 1991، أعلن اثنان من ساوثمبتون، إنكلترا، بأنهم قد ابتدعوا الخدعة بروح الدعابة في حانة بالقرب من ونشستر، هامبشاير، خلال أمسية عام 1976 مستوحاة من تولي الصحن والأعشاب لعام 1966 Tully Saucer Nests. صنع داوغ باور وديف تشورلي دوائر المحاصيل الخاصة بهم باستخدام ألواح، حبال، أسلاك، قبعات فقط كأدوات لهم. باستعمال لوح سحب طوله 4 أقدام مربوطا بحبل، استطاعو صنع دوائر وصل قطر كل منها 8 أقدام بكل سهولة. استطاع الرجلان عمل دائرة بقطر 40 قدم أي 12 متر خلال 15 دقيقة فقط.
شعر الاثنان بالإحباط كون علمهما لم يلق اهتماما أو دعاية كبيرة، وعليه قاما في 1981 بعمل دائرة في ماترلي باول، وهي منطقة تحيط بها الطرق واضحة الرؤية للمارة وسائقي العربات. ولما نشرت الصحف إمكانية تفسير ظهور هذه الدوائر بسهولة بواسطة ظواهر طبيعية قام باور وتشورلي بعمل تشكيلات أكثر تعقيدا. بعد ذلك أصبحت دوائر المحاصيل تتعقد على نحو متزايد.
بدأ الشك يساور زوجة باور حول عمله عندما كانت تلاحظ الكثير من الوقود في عرباتهم. في النهاية وخشية من اشتباه زوجته له بالزنا، اعترف لها بالأمر، وبعدها قال أنه وتشورلي أبلغا صحيفة بريطانية محلية بالأمر. توفي تشورلي عام 1996، بينما قام دوغ باور بعمل دائرة محاصيل عام 2004. قال باور أنه لولا شكوك زوجته لكان أضمر السر حتى بعد موته على أن يكشف الخدعة.

## أماكن وجودها
الدوائر المحاصيل توجد في الحقول، على قمم الأشجار، وفي الثلج أو جليد. يجدون في أغلب الأحيان في حقول القمح أو الذرة، لكن أيضا وجد في الشوفان، ثفل العنب (canola)، وشعير. الظاهرة موجودة حول العالم، أبرز في إنجلترا.
إلى الآن لم يتم الكشف عن حقيقتها وتعتبر من الألغاز العجيبة ولم يستطيع احدمن الباحثين من كشف أسرارها وقد ظهرت العديد من النظريات عن كيفية تكون هذه التكوينات أو التصاميم ومنها أن من قام بها لهم علاقة بالأطباق الطائرة، وهناك من يشير إلى ان من قام بذلك أناس عاديين لغرض التسلية والخداع ولكن هذا الأخير غير ممكن أبدا عند معرفة نتائج الدراسات والأبحاث العديدة التي تم إجرائها عن هذه الظاهرة ومنها:
1-دوائر المحاصيل ظهرت في العديد من دول العالم وفي قارات مختلفة.
2-حدوث تغير في خصائص النباتات والتربة، حيث لم يقتصر التغير على النبات بالمظهر الفيزيائي مثل قلة نسبة الماء في النبتة وميلها للجفاف بل حدث تغير في المستوى الجزيئي مثل تضخم في جدار الخلية، أما بالنسبة للتغير في التربة فقد زادت بشكل واضح نسبة مادة المقنتايت.
3-فشل في عمل العديد من الأجهزة الإلكترونية في داخل منطقة الدوائر مثل الساعات، الهواتف الخلوية، الكاميرات، البطاريات، وليس هناك تفسير لفشل الأجهزة إلا بسبب وجود انحرافات قوية في المجال الكهرومغناطيسي في الدوائر.
4- العديد من الناس الذين زاروا هذه الدوائر حدث لهم نوع من المضاعفات الجسدية الجانبية مثل الغثيان، الصداع، الدوار.